# St. Ives (romanzo)
St. Ives (titolo originale St. Ives: Being The Adventures of a French Prisoner in England) è un romanzo incompiuto scritto da Robert Louis Stevenson e pubblicato nel 1897, tre anni dopo la morte dell'autore, quindi completato da Arthur Quiller-Couch nel 1898 in due volumi.

## Trama
Racconta le avventure del capitano Jacques St. Ives, soldato napoleonico, dopo la sua cattura da parte dei britannici. L'uomo riesce a evadere con l'aiuto di una donna.

## Adattamenti
- The Secret of St. Ives, regia di Phil Rosen (1949)
- St. Ives, serie televisiva in 6 puntate, regia di Rex Tucker (1955)
- St. Ives, serie televisiva in 6 puntate, regia di Christopher Barry (1967)
- Tutto per amore (St. Ives), regia televisiva di Harry Hook (1998)

## Edizioni italiane
- St. Ives, in Tutte le opere, a cura di Salvatore Rosati, vol. 3: Tutti i romanzi (1892-1896), Mursia, Milano 1968